# Иняптук
Иняпту́к — высочайшая горная вершина (голец) в системе Северо-Байкальского нагорья.
Голец Иняптук расположен на севере Бурятии, между истоками рек Чая и Олокита (притоки Лены) с одной стороны, и верховий Тыи и Холодной — с другой , в хребте Сынныр в системе Северо-Байкальского нагорья. Высота вершины достигает 2578 м.

## Галерея

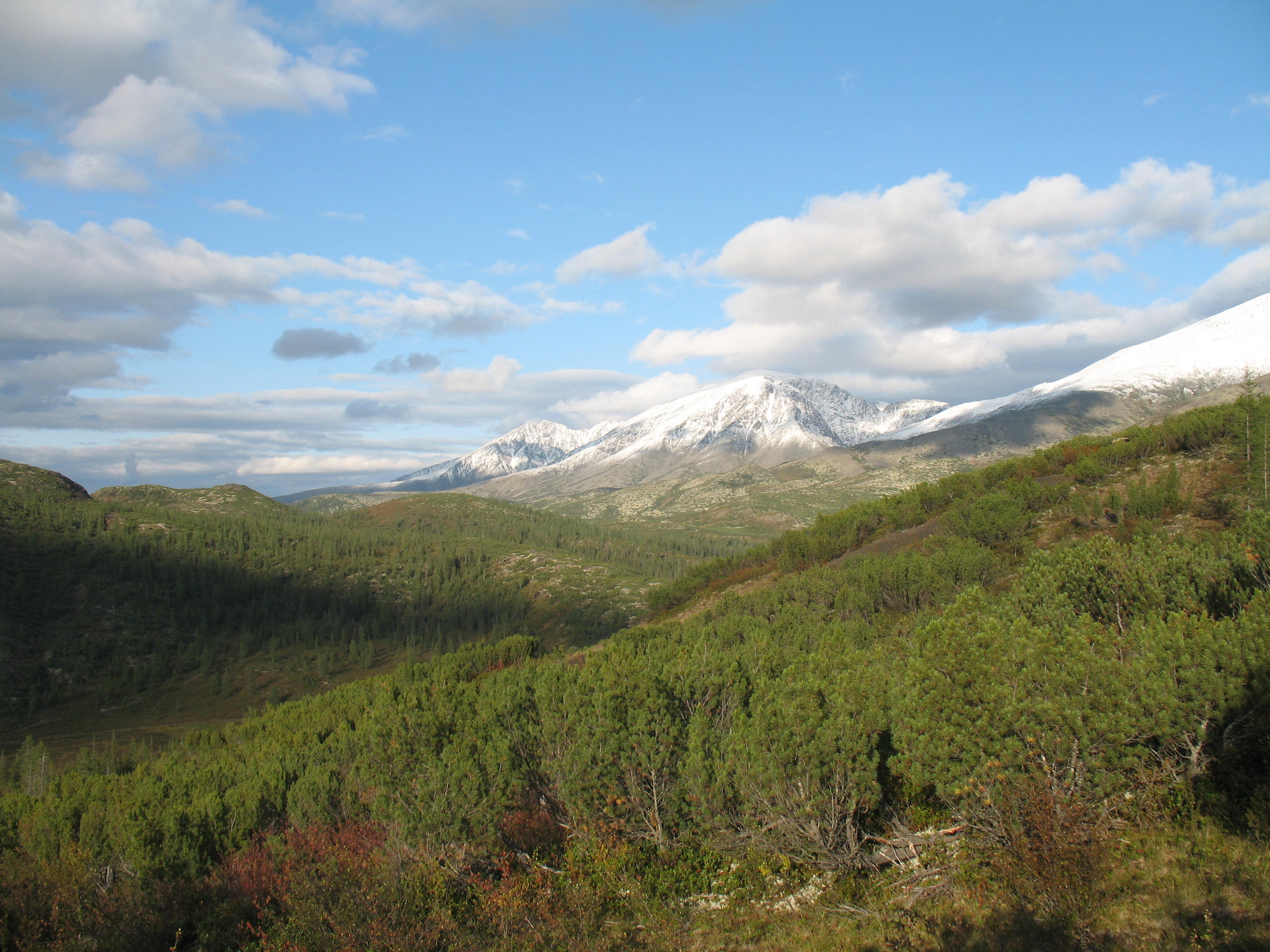
Вид на голец Иняптук. Справа виден склон горы Солдат - самой высокой вершины массива
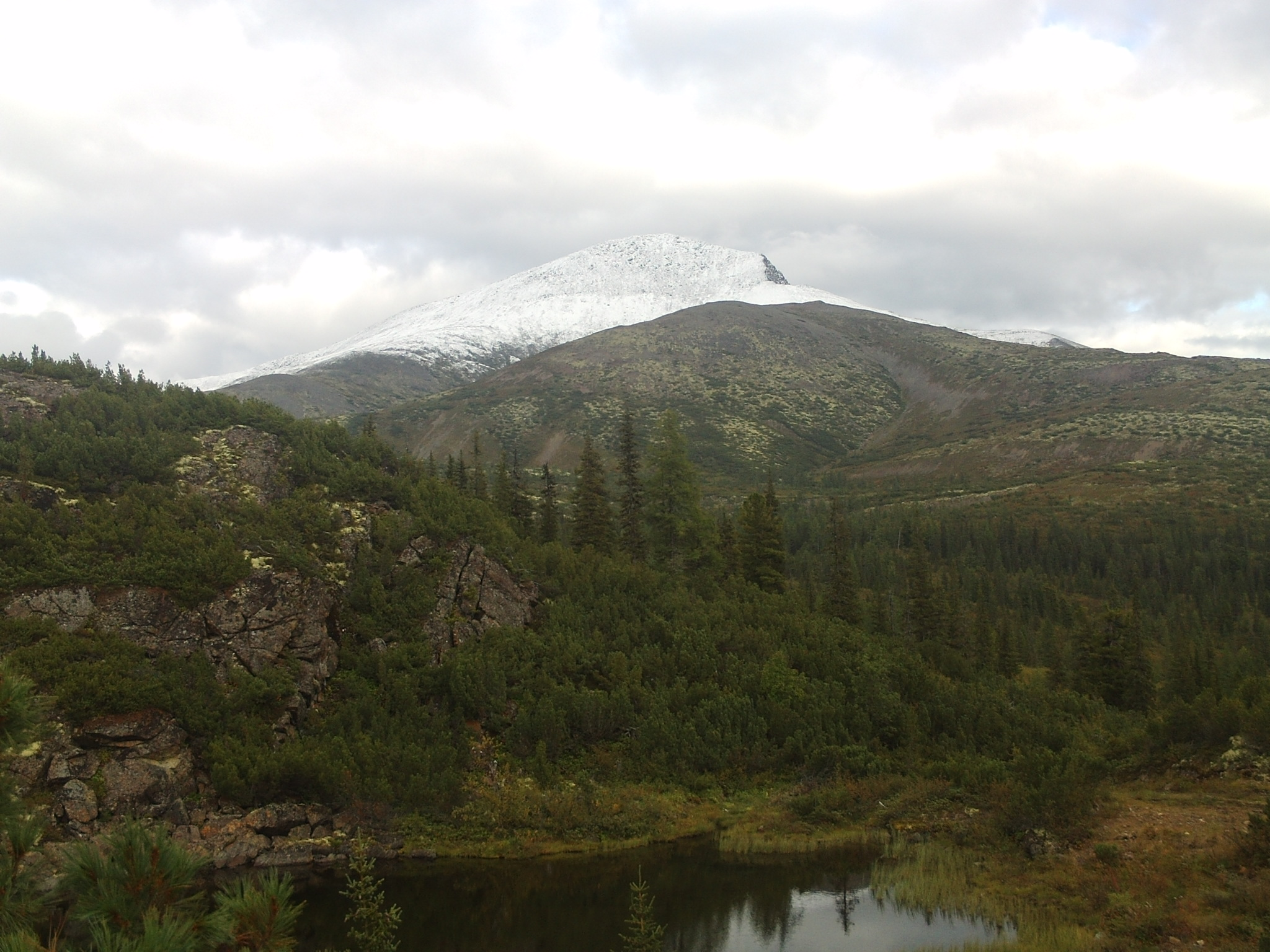
Озеро Верховье Тыи. На заднем плане - голец Иняптук